# Урусова, Екатерина Сергеевна
Екатерина Сергеевна Урусова (13 (24) II 1747 — после 1817) — русская поэтесса.

## Биография
Дочь вологодского губернатора Сергея Васильевича Урусова (1721 — ок. 1788) и княжны Ирины Даниловны Друцкой-Соколинской; сестра В. С. Васильевой и Н. С. Урусова, двоюродная сестра М. М. Хераскова, под влиянием которого начала заниматься поэзией.
Уже Н. И. Новиков в «Опыте словаря» (1772) сообщал, что Урусова «писала прекрасные елегии, песни и другие мелкие стихотворения, которые за чистоту слога, нежность и приятность изображения достойны похвалы». Ее первая известная публикация — стихотворное «Письмо Петру Дмитриевичу Еропкину, сочиненное княжной Екатериной Урусовой в Москве» (отд. изд. 1772), восхвалявшее Еропкина за подавление чумного бунта.
Е. С. Урусова стала едва ли не первой женщиной в России, издавшей под собственным именем поэму — «Полион, или Просветившийся Нелюдим» (1774; в кон. перепечатано «Письмо Петру Дмитриевичу Еропкину…»). Она признавалась: «Никогда бы не отважилась я издать в свет сего моего творения, ежели бы руководство, советы и некоторые поправки одного известного в России сочинителя <то есть Хераскова> мне к тому не вспомоществовали». О впечатлении, произведенном на читающую публику поэмой У., М. Н. Макаров передавал легендарное свидетельство: «В Москве и Петербурге тотчас зашумели о таком необыкновенном труде женщины, обратившем на себя особенное внимание современных ей писателей и Екатерины, а Поповский и Барсов, ученейшие профессоры тогдашнего времени, не утерпели, как говорит предание, чтоб не отписать друг другу: „Смотри пожалуй!“» В поэме нашли отражение театральные впечатления самой Урусовой.
В 1777, когда Урусова жила в Петербурге в доме генерал-прокурора А. А. Вяземского, его жена Е. Н. Вяземская (урожд. Трубецкая), двоюродная сестра поэтессы, хотела выдать ее замуж за Г. Р. Державина, который отшутился: «Она пишет стихи, да и я мараю, то мы все забудем, что и щей сварить некому будет»
. Тем не менее их отношения оставались вполне дружескими. Урусова, так и не вышедшая замуж, написала позднее «Надпись к портрету Е. Я. Державиной». Державин с интересом относился к творчеству поэтессы: ее печатные и рукописные стихи находятся в его архиве в Российской Национальной библиотеке; он и его жена вели с ней переписку; Урусова значилась в списке лиц, которым поэт хотел послать свои «Сочинения» (1808. Ч. 1—3).
В произведении Урусовой «Ироиды, музам посвященные» (1777) действующими лицами выступают и вымышленные ею персонажи, и герои пьес, которые она, очевидно, видела на сцене, среди них трагедия А. А. Ржевского «Подложный Смердий» и трагедия А. В. Храповицкого «Идамант». В рецензии на это издание упоминалась и поэма «Полион»: «Известно нам, что сия поэма давно уже снискала похвалу и уважение от наилучших наших стихотворцев: почему не сумневаемся мы, что и сии „Ироиды“ приобретут благосклонное внимание просвещенных читателей и снищут справедливую похвалу за изрядство мыслей, чистоту стихов и приятность слога. Мы усердно желаем, чтоб и сия новая де Ла Сюза долговременными трудами своими сделала честь российским письменам и удостоверила бы французов, что холодный наш климат не препятствует равняться с лучшими их писателями».
Урусова принимала участие в домашних спектаклях: в трагедии Хераскова «Идолопоклонники, или Горислава» (1782) она исполняла роль Гориславы.
После довольно длительного перерыва Урусова снова стала выступать в печати в 1790—1810-х гг. Несколько ее стихотворений камерного характера появились в «Аонидах» (1796—1799) Н. М. Карамзина, и некоторые из них вызвали поэтические отклики. Особой популярностью пользовались ее стихотворения «Ручей» (Аониды. 1796. Кн. 1), «Степная песнь» (Аониды. 1798—1799. Кн. 3) и стихотворная идиллия «Пастушка и эхо» (1799).
В стихотворении «Сердечные чувства благодарности, изливаемые пред престолом <…> Павла Первого» (1798) Урусова восхваляла государя, который ее «семейство оживил», гонимым «свободу возвратил». Ей принадлежат также панегирические стихи, посвященные государям и членам царской семьи: «Стихи <…> Екатерине II на заключение мира с Оттоманскою Портою» (Новые ежемес. соч. 1792. Ч. 68. Февр.); «Стихи <…> Александру Первому» (СПб., 1801) и «Стихи <…> Марии Феодоровне» (М., 1801); «Ее величеству <…> Марии Феодоровне по случаю молебствия в Санкт-Петербургском Казанском соборе 22 июля 1815 г.» (Сын отеч. 1815. Ч. 24. № 34).
В 1811 году Урусова была избрана почетным членом Беседы любителей русского слова. В 1812 году на одном из заседаний Беседы было прочитано ее стихотворение «К моему гению».
Одной из последних публикаций Урусовой было стихотворение «Мой семидесятый год» (Сын отеч. 1816. Ч. 31. № 30; подп. — «К. К. У.»), датированное 13 февр. 1816. Сетуя на суетность жизни, поэтесса выражала здесь надежду на милость Бога. В 1817 в Петербурге было напечатано ее стихотворение религиозно-философского содержания под названием «Стихи».

## Издания
1. «Письмо Петру Дмитриевичу Еропкину, сочиненное княжной Екатериной Урусовой в Москве». М.,1772.
2. «Полион или Просветившийся нелюдим, поема». СПб.,1774.
3. «Ироиды, музам посвященные. Напечатаны иждивением книгопродавца К. В. Миллера» СПб.,1777.
4. «Сердечные чувства благодарности изливаемые пред престолом его имп. величества Павла Первого». СПб.,1798
5. «Стихи его имп. величеству Александру Первому марта 17 дня 1801 г.». СПб., 1801.
6. «Стихи на день высочайшего коронования и священного миропомазания государя императора Александра Первого». М., 1801.
7. «Стихи». СПб., 1817.